# Tugford
 (août 2024).
Tugford est un village du Shropshire, en Angleterre.